# Yala (langue)
Pour les articles homonymes, voir Yala.
Le yala est une langue idomoïde parlée au Nigeria.

## Écriture
| a | b | ch | d  | e   | ɛ  | f | g | gb | h | i  | j | k | kp | kw |
| l | m | n  | ng | ngm | ny | o | ɔ | p  | r | sh | t | u | w  | y  |

Les tons sont indiqués à l’aide de signes diacritiques sur les voyelle :
- le ton haut est indiqué avec la ligne verticale suscrite : ‹ a̍, e̍, ɛ̍, i̍, o̍, ɔ̍, u̍ › ;
- le ton moyen est indiqué avec le macron suscrit : ‹ ā, ē, ɛ̄, ī, ō, ɔ̄, ū › ;
- le ton bas est indiqué par l’absence de diacritique.